# Georgskloster
Georgskloster, St.-Georgs-Kloster, Georgenkloster oder St. Georg ist der Name zahlreicher Klöster, die meist dem Heiligen Georg dem  Drachentöter, Nothelfer und Schutzheiligen der Ritter, Bauern, Bergleute, Schmiede und zahlreicher anderer Berufe, geweiht sind.

## Liste von Georgsklöstern

### Deutschland
- Kloster St. Georg in Augsburg (11. Jh. – 1802)
- Stift Sankt Georg in Goslar (11. Jh. – 1527, Ruine)
- Kloster Sankt Georgen im Schwarzwald
- Abtei St. Georgenberg-Fiecht
- Kloster St. Georg in Homberg (Efze) (1269–1527)
- Kloster Sankt Georg in Leipzig (1230–1541)
- Kloster Sankt Georg Ingolstadt (1750–1810)
- Kloster Sankt Georg in Ratzeburg
- Kloster Sankt Georg in Naumburg
- Kloster Sankt Georg in Isny im Allgäu (1096–1802)
- Kloster Sankt Georg in Götschendorf in der Uckermark (russisch-orthodox)
- ehem. Münster St.-Georg in Dinkelsbühl in Bayern

Georgskirchen, die zu Klöstern gehören:
- Klosterkirche St. Georg im Kloster Prüfening
- Klosterkirche St. Georg im Kloster Lippoldsberg
- Klosterkirche St. Georg im Kloster Weltenburg

### Österreich
- Stift St. Georgen am Längsee
- Stift Millstatt (St. Georgsritter) in Millstatt
- Stift Herzogenburg, Niederösterreich

### Schweiz
- Kloster St. Georgen (Stein am Rhein)

### Weitere
- Kloster St. Georg (Ägypten) in ?, Ägypten
- Kloster Pomorie, Bulgarien
- Kloster St. Georg (Skyros) auf Skyros, Griechenland
- Kloster St. Georg zu Selinari auf Kreta, Griechenland
- Kloster St. Georg (Homs) in Homs, Syrien
- Kloster St. Georg von Jubin in der Türkei
- Kloster St. Georg in Prag
- Kloster St. Georg (Türkei) auf der Insel Büyükada, Türkei
- Kloster St. Georg (Wadi Qelt) im Westjordanland
- Frauenkloster St. Georg in Katyrles, Krim